# 鳥居景近
鳥居 景近（とりい かげちか）は、戦国時代から安土桃山時代にかけての武将。朝倉氏の家臣。

## 生涯
鳥居氏は元々、奈良・興福寺の宗徒（僧兵）であり、興福寺領の坂井郡河口庄に代官として派遣され、当地に土着した一族で、16世紀前半までに「与一左衛門尉」を名乗る系統と、「兵庫助」を名乗る系統に分かれてる。兵庫助家は朝倉氏当主に近い位置におり、『朝倉亭御成記』には座敷奉行として景近の名が確認できる。
景近は高橋景業とともに取次として朝倉義景のそば近くに仕えており、元亀元年（1570年）、織田信長が越前敦賀郡に侵攻して金ヶ崎城を落城させた際、義景は同地を回復するため出陣しているが、景近も義景の脇備として五百余騎を率いて義景に供奉している。
天正元年（1573年）の刀根坂の戦いで朝倉氏は敗れ、織田信長の越前国侵攻を招いた。義景が朝倉景鏡の進言に従い一乗谷を捨てて大野郡へ逃れると、義景に随行して六坊賢松寺に入る。
同年8月20日、景鏡が信長と通じて裏切って賢松寺を攻めると、景近は景鏡の軍勢と戦った後で寺に戻り、義景の介錯を務めた後に自害した。

## 登場作品
- 『センゴク』（週刊ヤングマガジン、宮下英樹の漫画）